# Fungia paumotensis
Espèce
Synonymes
- Fungia danai Milne-Edwards & Haime, 1851[2]
- Fungia paumotensis[3]
- Pleuractis paumotensis (préféré par NCBI)[3]

Statut CITES
Statut de conservation UICN

 LC  : Préoccupation mineure
Fungia paumotensis est une espèce de coraux de la famille des Fungiidae.

## Taxonomie
Pour plusieurs sources, dont le WoRMS, ce taxon est invalide et lui préfèrent Pleuractis paumotensis (Stutchbury, 1833) le classant ainsi sous le genre Pleuractis.

## Publication originale
- Stutchbury, 1833 : An account of the mode of growth of young corals of the genus Fungia. Transactions of the Linnean Society of London, vol. 16, pp. 493-497 (texte intégral) (en).